# بازی هماهنگی
در نظریه بازی‌ها، بازی‌های هماهنگی  گروهی از بازی‌های با استراتژی خالص چند نفرهٔ تعادل نش است که در آن، بازیکنان استراتژی‌های یکسان یا متناظر انتخاب می‌کنند. بازی‌های هماهنگی، شکل‌گرفتهٔ ایدهٔ مسئلهٔ هماهنگی است که در علوم اجتماعی، از جمله اقتصاد، گسترش یافته‌است و به معنی موقعیت‌هایی است که در آن همهٔ شرکت‌کنندگان می‌توانند منافع مشترک را تشخیص دهند، اما این کار تنها با تصمیم‌گیری دوبه‌دو سازگار صورت می‌گیرد. یک درخواست مشترک، انتخاب استانداردهای تکنولوژیکی است.
به عنوان یک مثال کلاسیک از بازی هماهنگی، بازی دو نفره-دو استراتژی که با ماتریس هزینه در سمت چپ نشان داده شده را در نظر بگیرید.
|                             | راست | چپ   |
| بالا                        | C, c | A, a |
| پایین                       | D, d | B, b |
| شکل. ۱: بازی هماهنگی دونفره |      |      |

اگر این بازی، یک بازی هماهنگی باشد، پس نابرابری‌های زیر را برای نتیجه‌های نگه‌داشته شده برای بازیکن ۱(ردیف‌ها) در نظر بگیرید: {A>B و D>C} و برای بازیکن ۲ (ستون‌ها) {a>cو d>b}. در این بازی، خانه‌های استراتژیِ {چپ، بالا} و {راست، پایین}، تعادل نش خالص هستند. این وضعیت می‌تواند برای بیشتر از دو استراتژی (استراتژی‌هایی که معمولاً طبقه‌بندی شده‌اند تا تعادل نش از چپ-بالا به صورت مورب به راست-پایین برسد) و همچنین بیش از دو بازیکن گسترش یابد.

## مثال‌ها
یک مورد نمونه برای بازی هماهنگی، انتخاب جهت‌های جاده است به‌طوری‌که هنگام راندن در جاده، زندگی خود را نجات دهند. در یک مثال ساده، تصور کنید که دو راننده در یک جاده خاکی باریک همدیگر را ملاقات می‌کنند. هر دو مجبورند که برای جلوگیری از برخورد، منحرف شوند. اگر هر دو مانور انحراف مشابه‌ای را اجرا کنند، می‌توانند که از کنار یکدیگر عبور کنند، اما اگر مانورهای مختلف را اجرا کنند، برخورد خواهند کرد. در ماتریس هزینهٔ شکل دو، عبور موفق با یک نتیجهٔ ۱۰ و برخورد با نتیجهٔ ۰ مشخص شده‌است.
در این مورد، دو حالت تعادل نش خالص وجود دارد: یا هر دو به سمت چپ منحرف می‌شوند یا به راست. در این مثال، اینکه بازیکنان کدام سمت (چپ یا راست) را بر می‌گزینند، هیچ اهمیتی ندارد، تا زمانی که هر دو سمتی یکسان را انتخاب کنند پس هردو راه‌حل، کارایی پارتو می‌باشد. این برای تمامی بازی‌های هماهنگی درست نیست، مانند بازی هماهنگی خالص شکل ۳. هماهنگی خالص (یا علایق مشترک) بازی‌ای است که بازیکنان هردو پیامد تعادل نش یکسانی را ترجیح می‌دهند؛ در اینجا هر دو بازیکن مهمانی را به ماندن در خانه برای تماشای تلویزیون ترجیح می‌دهند. پارتوی پیامد {مهمانی، مهمانی} پیامد {خانه، خانه} را شکست می‌دهد، همان طوری که هر دو پارتوی گفته شده، دو پیامد {خانه، مهمانی} و {مهمانی، خانه} را شکست می‌دهد.
|                     | راست   | چپ     |
| چپ                  | ۰, ۰   | ۱۰, ۱۰ |
| راست                | ۱۰, ۱۰ | ۰, ۰   |
| شکل. ۲: انتخاب جاده |        |        |

|                           | خانه | مهمانی |
| مهمانی                    | ۰, ۰ | ۱۰, ۱۰ |
| خانه                      | ۵, ۵ | ۰, ۰   |
| شکل. ۳: بازی هماهنگی خالص |      |        |

|                       | خانه  | مهمانی |
| مهمانی                | ۰, ۰  | ۱۰, ۵  |
| خانه                  | ۵, ۱۰ | ۰, ۰   |
| شکل. ۴: مبارزه دو جنس |       |        |

|                   | خرگوش | گوزن   |
| گوزن              | ۰, ۷  | ۱۰, ۱۰ |
| خرگوش             | ۷, ۷  | ۷, ۰   |
| شکل. ۵: شکار گوزن |       |        |

نوعی دیگر از بازی هماهنگی که مبارزهٔ دو جنس (یا هماهنگی منافع متضاد) نامیده می‌شود، در شکل ۴ نشان داده شده‌است. در این بازی، هر دو بازیکن ترجیح می‌دهند که پس از تنها شدن، در یک فعالیت یکسان درگیر شوند، اما ترجیحات آن‌ها با اینکه در چه فعالیتی باید درگیر شوند، فرق می‌کند. بازیکن اول ترجیح می‌دهد که هردو به مهمانی بروند، درصورتی‌که که بازیکن دو ترجیح می‌دهد که هر دو در خانه بمانند.
در نهایت، بازی شکار گوزن، در شکل ۵ نشان می‌دهد، موقعیتی که هر دو بازیکن (شکارچی) می‌توانند نفع ببرند، اگر همکاری کنند (شکار گوزن) با این حال، همکاری ممکن است شکست بخورد، زیرا هر شکارچی یک جایگزین دارد که مطمئن‌تر است، به خاطر اینکه به همکاری برای موفقیت (شکار خرگوش) نیاز ندارد. این مثال ِ تضاد بالقوه، بین اطمینان و همکاری اجتماعی، در ابتدا بر اساس نظریات ژان-ژاک روسو بوده‌است.

## تعادل نش همراه با استراتژی ترکیبی
بازی‌های هماهنگی همچنین تعادل نش همراه با استراتژی‌ترکیبی دارند. در مسئلهٔ بازی هماهنگی بالا، یک تعادل نش ترکیبی با احتمال p یعنی (d-b)/(a+d-b-c) برای بازی کردن به بالا و با احتمال ۱-p برای بازی کردن به پایین برای بازیکن ۱ داده شده‌است؛ همچنین برای بازیکن ۲، احتمال q یعنی (D-C)/(A+D-B-C) برای بازی کردن به چپ و احتمال ۱-q برای بازی کردن به راست داده شده‌است. با توجه به اینکه d>b و d-b<a+d-b-c می‌باشد، پس p همواره بین صفر و یک است؛ بنابراین وجود آن تضمین می‌شود (به‌طور مشابه برای q)
ارتباط متناظر برای بازی هماهنگی ۲*۲، در شکل ۶ نمایش داده شده‌است.

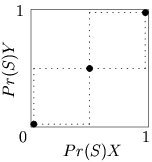
شکل.۶ - تناظر واکنش برای بازی هماهنگی ۲x2. تعادل نش با نقاط، که درآن تناظرات دو بازیکن موافق باشند، مانند تقاطع صلیب نشان داده شده است.

تعادل نش خالص، نقطه‌هایی در گوشه‌های پایین سمت چپ و بالا سمت راست از فضای راهبردی هستند، در حالیکه تعادل نش ترکیبی، در وسط، جایی که خطوط تیره تقاطع دارند، قرار گرفته‌است.
برخلاف تعادل نش خالص، تعادل ترکیبی، یک استراتژی پایدار تکاملی نیست. تعادل نش ترکیبی نیز، کارآمدی پارتوی دو تعادل نش خالص است (زمانی که بازیکنان با احتمال ناصفر در هماهنگی شکست می‌خورند.) این معمایی است که رابرت اومان را به پیشنهاد پالایشِ تعادل وابسته (همبسته) سوق داد.
بازی‌هایی مانند مسئله رانندگی بالا، نیاز برای حل مسائل هماهنگی را نشان می‌دهند. اغلب اوقات، ما با برخی پیشامدها روبرو می‌شویم، وقتی که باید مسائل هماهنگی را بدون توانایی ارتباط برقرار کردن با شریکمان حل کنیم. نویسنده‌های بسیاری پیشنهاد می‌دهند که تعادل‌های خاص، برای هدفی خاص متمرکز شوند. به عنوان نمونه، برخی تعادل‌ها ممکن است که هزینه بالاتری داشته باشند، چشمگیرتر باشند، ممکن است که عادلانه‌تر یا امن تر باشند. گاهی، رفع این ناسازگاریها، ممکن است منجر به ساختن بازی‌های هماهنگی مشخصی شود که معمولاً پیچیده و جذاب هستند؛ برای مثال، در مسئله شکار گوزن،{گوزن، گوزن} هزینه بیشتری دارد ولی {خرگوش، خرگوش} امن‌تر است.

## بازی‌های دیگر با اثرات جانبی
بازی‌های هماهنگی به مفهوم اقتصادی ِ اثرات جانبی، مرتبط و نزدیک هستند و همچنین به منافعی که از بودن در شبکه‌های یکسان همانند دیگر نماینده‌ها، در اثرات جانبی با شبکه‌های مثبت خاص، حاصل می‌شوند. به‌طور عکس، بعضی نظریه‌های بازی تحت اثرات جانبی منفی، مدل می‌شوند؛ وقتی که اعمال یکسان، به جای نفع، هزینه داشته‌باشند. اسم عمومی و کلی ِ این دسته از بازی‌ها، بازی‌های ضد هماهنگی است. بهترین مثال برای بازی دونفره ضد هماهنگی، بازی جوجه می‌باشد (به عنوان بازی شاهین-قمری هم شناخته می‌شود.) با استفاده از ماتریس هزینه در شکل ۱، یک بازی، زمانی بازی ِ ضدهماهنگی است، اگر برای بازیکن ردیفیِ ۱ (با حروف کوچک، مشابه بازیکن ستونی ۲) {A>B و C>D } باشند. {پایین، چپ} و {بالا، راست} دو حالت تعادل نش خالص هستند. مسئلهٔ جوجه، همچنین نیاز به A>C دارد، بنابراین یک تغییر از {بالا، چپ} به {بالا، راست}، هزینهٔ بازیکن دوم را بهبود می‌بخشد؛ اما هزینهٔ بازیکن یک را کاهش می‌دهد، هرچند منجر به ناسازگاری می‌شود. این، راه‌اندازی ِ بازی هماهنگی استاندارد را پاسخ می‌دهد، وقتی‌که در آن تمام تغییرات یک طرفه در یک استراتژی منجر به منافع یا ضرر مشترک می‌شود.
مفهوم بازی ضد هماهنگی به وضعیت چند بازیکن تعمیم یافته‌است. یک بازی شلوغی، به معنی یک بازی است که هزینه هر بازیکن با توجه به تعداد بازیکنانی که همان استراتژی را انتخاب می‌کنند، افزایش پیدا نمی‌کند (برای مثال یک بازی با اثرات جانبی منفی شبکه‌ای.) برای نمونه، راننده‌ای که مسیری از سان فرانسیسکو به سن‌خوزه را از دو راه مختلف می‌رود؛ در حالیکه راه اول کوتاه تر است، راه دوم خوش منظره‌تر می‌باشد؛ بنابراین، راننده می‌تواند اولویت‌های مختلفی را بین دو جریان ترافیک مستقل، داشته باشد؛ اما هر ماشین اضافه شده بر روی هر مسیر، به آرامی زمان رانندگی روی مسیر را افزایش می‌دهد؛ بنابراین ترافیک اضافه باعث ایجاد اثرات جانبی منفی شبکه‌ای می‌شود و حتی ممکن است رانندگان منظره پسند، مسیر اول را انتخاب کنند، اگر مسیر دوم خیلی شلوغ شود!
یک بازی ازدحامی نوعی از بازی شلوغی در شبکه هاست. بازی اقلیت، یک نوع بازی است که تنها هدف برای همهٔ بازیکنان این است که عضو کوچکتر دو گروه باشند. یک مثال شناخته شده از بازی اقلیت، مسئلهٔ ال-فارول-بار است که توسط برایان آرتور مطرح شد.
یک فرم پیوندی (دوگانه) از بازی هماهنگی و ضد هماهنگی، بازی غیر هماهنگی است؛ وقتی‌که انگیزهٔ یک بازیکن، هماهنگ‌کردن است، در حالیکه بازیکن دیگر برای پرهیز از آن تلاش‌کند. بازی‌های غیر هماهنگی، نش تعادلی خالص ندارند. در شکل۱، انتخاب هزینه‌ها برای اینکه{A>B و C>D} در حالی‌که {b>a و c>d}منجر به خلق بازی غیرهماهنگی می‌شود. در هر چهار حالت ممکن، بازیکن یک یا دو، با تعویض استراتژی خود، وضع بهتری خواهند داشت؛ بنابراین فقط تعادل نش، ترکیبی است. مثال متعارف از بازی غیرهماهنگی بازی سکه‌های مطابق است.